# 羅馬尼亞體育
在羅馬尼亞，體育運動十分普及。羅馬尼亞最受歡迎的體育項目是足球，羅馬尼亞最傳奇的足球運動員是格奥尔基·哈吉。1986年，羅馬尼亞足球俱樂部布加勒斯特星隊成為了有史以來第一個獲得歐冠冠軍的東歐球隊。羅馬尼亞國家足球隊參加過七次世界杯足球賽。除了足球之外，排球、手球、籃球、橄欖球、網球、體操在羅馬尼亞也很受歡迎。羅馬尼亞四次獲得過手球世界杯的冠軍。羅馬尼亞最受歡迎的個人體育項目是體操。羅馬尼亞最著名的體操運動員是納迪婭·柯曼妮奇，她是奧運會上第一位獲得10分的體操選手，在十四歲時就獲得了五塊奧運會獎牌。